# Evelyn Manesta

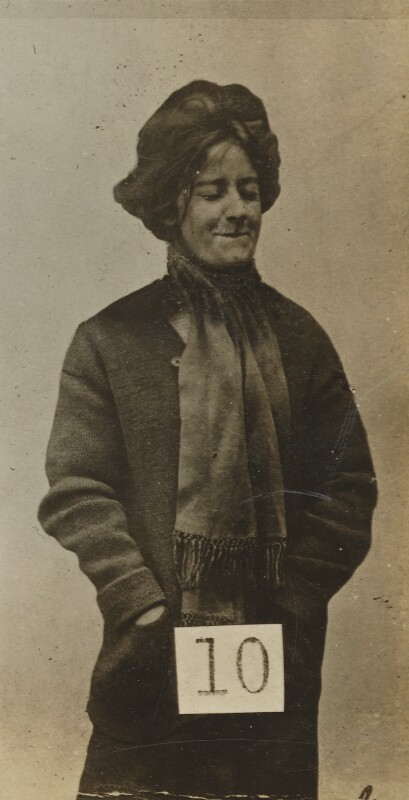
Evelyn Manesta, ca. 1914

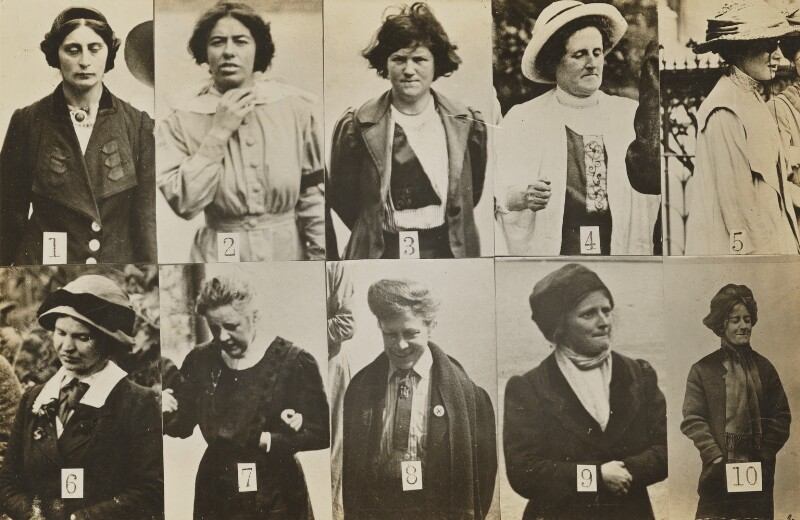
Erkennungsblatt mit zu überwachenden Suffragetten, 1914

Evelyn Manesta (* 1887 oder 1888; † unbekannt) war eine britische Suffragette, die für eine Vandalismus-Attacke auf die Manchester Art Gallery bekannt wurde.

## Leben
Über Manestas Kinder- und Jugendzeit ist ebenso wie über ihre Familie oder Ausbildung nichts bekannt.
Manesta beteiligte sich am 3. April 1913 an einem Angriff auf die Manchester Art Gallery. Sie, Lillian Forrester und eine Annie Briggs warteten, bis die Galerie schloss, und begannen dann, das Glas vieler der wertvollsten Gemälde zu zerbrechen. Beschädigte Gemälde waren:
- Frederic Leighton: The Last Watch of Hero
- Frederic Leighton: Captive Andromache
- Briton Riviere: The Last of the Garrison
- John Everett Millais: Birnam Woods
- John Everett Millais: A Flood
- George Frederick Watts: The Prayer
- George Frederick Watts: Portrait of The Hon J L Motley
- George Frederick Watts: Paola and Francesca
- John Melhuish Strudwick: When Apples were Golden
- William Holman Hunt: The Shadow of Death
- Dante Gabriel Rossetti: Astarte Syriaca
- Edward Burne-Jones: Sybilla Delphica
- Arthur Hacker: The Syrinx

Das Personal wurde durch das Geräusch von zerbrechendem Glas alarmiert und die drei wurden festgenommen. Vier der Gemälde wurden durch das zerbrochene Glas beschädigt. Sie wurden auf Kaution freigelassen, um am nächsten Tag vor den Magistraten zu erscheinen. 
Bei der anschließenden Gerichtsverhandlung wurde sie als Erzieherin im Alter von 25 Jahren beschrieben. Sie wurde zu einem Monat Gefängnis verurteilt, während Forrester zu drei Monaten wegen böswilliger Beschädigung verurteilt wurde. Briggs überzeugte das Gericht, dass sie anwesend, aber nicht beteiligt gewesen sei. Während ihres Prozesses hielt Manesta eine Rede vor den Geschworenen, in der sie die Ungerechtigkeit des Gesetzes in Bezug auf die unterschiedliche Behandlung von Männern und Frauen, insbesondere im Hinblick auf das Scheidungsrecht, erörterte; außerdem erklärte sie, dass sie eine politische Straftäterin sei. Der Angriff auf die Gemälde war Teil einer Welle von Aktionen, die Suffragetten an diesem Tag aus Protest gegen die Verurteilung von Emmeline Pankhurst zu einer dreijährigen Haftstrafe durchführten. Anderswo in Manchester hatten Frauen Tinte in elf Briefkästen geschüttet und damit 250 Briefe beschädigt.
Im Gefängnis wurden Manesta und Forrester fotografiert. Dieses Foto wurde mit anderen, teilweise heimlich aufgenommenen, zu einer Seite zusammengefügt, die Polizisten gezeigt werden konnte, um verdächtige Frauen zu identifizieren. Sie war die Nummer 10 auf einem Blatt, auf dem auch Margaret Scott (1), Olive Hockin (2), Margaret Macfarlane (3), Mary Wyan (Mary Ellen Taylor) (4), Annie Bell (5), Jane Short (6), Gertrude Ansell (7), Maud Mary Brindley (8) und Verity Oates (9) abgebildet waren. Diese Erkennungsblätter wurden 1914 in Umlauf gebracht. Forrester befindet sich unter Nummer 14 auf einem zweiten Blatt.
Über Manestas weiteres Leben ist nichts überliefert.